# جون ميتشيل (ضابط)
جون نيوتن ميتشيل (بالإنجليزية: John Newton Mitchell)‏ (و. 1913 – 1988 م) هو ضابط، ومحامي، من الولايات المتحدة الأمريكية، ولد في ديترويت، ميشيغان، كان عضوًا في الحزب الجمهوري، توفي في واشنطن العاصمة، عن عمر يناهز 75 عاماً.
تولى منصب نائب عام الولايات المتحدة (21 يناير 1969–1 مارس 1972) في إدارة ريتشارد نيكسون. وكان قبل ذلك محامي سندات بلدية، ومدير حملة نيكسون الرئاسية لعام 1968، وأحد أقرب أصدقاء نيكسون الشخصيين. بعد تركه منصب النائب العام، شغل منصب مدير حملة نيكسون الرئاسية في عام 1972. حكم على ميتشل بالسجن في عام 1977 بسبب عدة جرائم ارتكبها في قضية واترغيت، وخدم 19 شهرا. وبوصفه نائبا عاما، فقد اشتهر بقيامه بتشخيصة لمواقف «القانون والنظام» في إدارة نيكسون وسط العديد من المظاهرات المناهضة للحرب.

## التعليم
تعلم في جامعة فوردهام، وكلية الحقوق بجامعة فوردهام.

## الخدمة العسكرية
خدم في بحرية الولايات المتحدة.

## جوائز
حصل على جوائز منها:
- وسام القلب الأرجواني
- ستار سيلفر.

## روابط خارجية
- جون ميتشيل على موقع الموسوعة البريطانية (الإنجليزية)
- جون ميتشيل على موقع مونزينجر (الألمانية)
- جون ميتشيل على موقع إن إن دي بي (الإنجليزية)